# 福尔塞勒苏居涅
福尔塞勒苏居涅（法語：Forcelles-sous-Gugney，法語發音：[fɔʁsɛl su ɡyɲɛ]，意为“居涅下方的福尔塞勒”）是法国默尔特-摩泽尔省的一个市镇，属于南锡区。

## 地理
福尔塞勒苏居涅（48°23'51"N, 6°4'41"E）面积5.37 平方千米，位于法国大東部大區默尔特-摩泽尔省，该省份为法国东北部内陆省份，是洛林的一部分，北邻比利时、卢森堡，北起顺时针与摩泽尔省、下莱茵省、孚日省和默兹省接壤。
与福尔塞勒苏居涅接壤的市镇（或旧市镇、城区）包括：迪亚维尔、布藏维尔、桑图瓦地区弗赖讷、居涅、乌塞维尔、萨克松雄、布兰库尔。

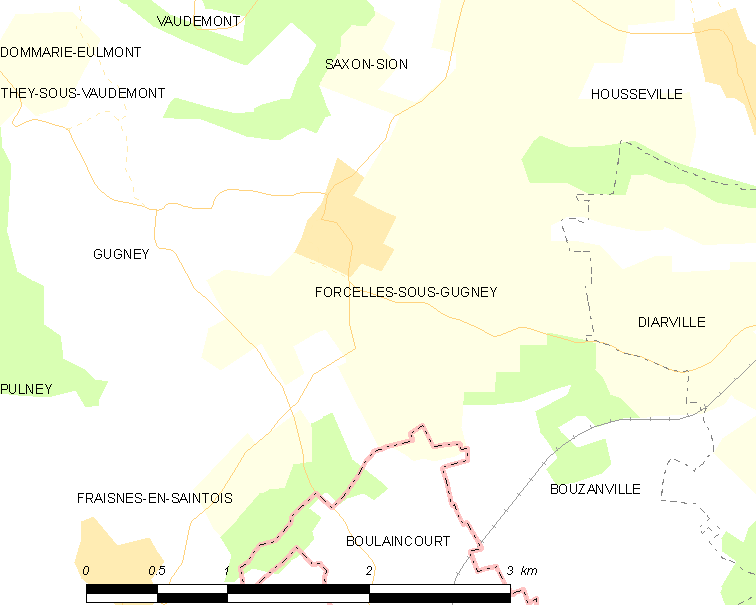
福尔塞勒苏居涅的OSM定位图

福尔塞勒苏居涅的时区为UTC+01:00、UTC+02:00（夏令时）。

## 行政
福尔塞勒苏居涅的邮政编码为54930，INSEE市镇编码为54204。

## 政治
福尔塞勒苏居涅所属的省级选区为梅讷欧桑图瓦县。

## 人口

1962-2008年间福尔塞勒苏居涅人口变化图示

福尔塞勒苏居涅于2022年1月1日时的人口数量为89人。